# Tetraponera aitkenii
Tetraponera aitkenii é uma espécie de formiga do gênero Tetraponera, pertencente à subfamília Pseudomyrmecinae.